# Olessja Parandij
Olessja Petriwna Parandij (ukrainisch Олеся Петрівна Парандій, wiss. Transliteration Olesja Petrivna Parandij; * 11. Juni 1991 in Chmelnyzkyj, Ukrainische SSR) ist eine ukrainische Handballspielerin, die für die ukrainische Nationalmannschaft auflief.

## Karriere

### Im Verein
Parandij probierte in ihrer Kindheit mehrere Sportarten aus. In ihrem elften oder zwölften Lebensjahr begann sie das Handballspielen an einer Schule. Nach ihrem Schulabschluss lief die Linkshänderin für die 2. Mannschaft von HK Halytschanka Lwiw auf. Nachdem der Verein in finanziellen Schwierigkeiten geraten war, verließen mehrere Spielerinnen den Verein. Infolgedessen wurde die zweite Mannschaft aufgelöst und Parandij rückte in den Kader der Erstligamannschaft des Vereins. Im Jahr 2013 wechselte die Außenspielerin zum Ligakonkurrenten HK Karpaten Uschhorod. Noch vor dem Saisonende 2013/14 verließ sie wieder den Verein und kehrte zum HK Halytschanka Lwiw zurück. Mit Halytschanka gewann sie 2015, 2016 und 2017 die ukrainische Meisterschaft sowie 2016 und 2017 den ukrainischen Pokal.
Parandij verließ im Jahr 2017 die Ukraine und schloss sich dem polnischen Erstligaaufsteiger Korona Handball an, der in Kielce beheimatet ist. In ihren ersten beiden Spielzeiten erzielte sie 58 Treffer in 30 Partien. Im September 2019 wurde ihr Vertrag vom Verein aufgelöst, als dieser an finanziellen Schwierigkeiten litt. Mitte November 2019 wurde Parandij wieder von Korona Handball unter Vertrag genommen, für den sie bis Saisonende 2019/20 23 Tore warf. Anschließend schloss sie sich dem Erstligisten JKS Jarosław an. Im Sommer 2021 wechselte sie zum deutschen Drittligisten HC Rödertal. Mit Rödertal gelang ihr 2022 den Aufstieg in die 2. Bundesliga. Parandij war mit 108 Treffern die torgefährlichste Spielerin ihrer Mannschaft. Nach dem Aufstieg verließ sie den Verein. Anschließend schloss sie sich dem polnischen Zweitligisten AZS Poznań an.

### In der Nationalmannschaft
Parandij gehörte dem Kader der ukrainischen Nationalmannschaft an.